# Muwekma Ohlone

Ursprüngliches Verbreitungsgebiet der acht Hauptgruppen der Ohlone

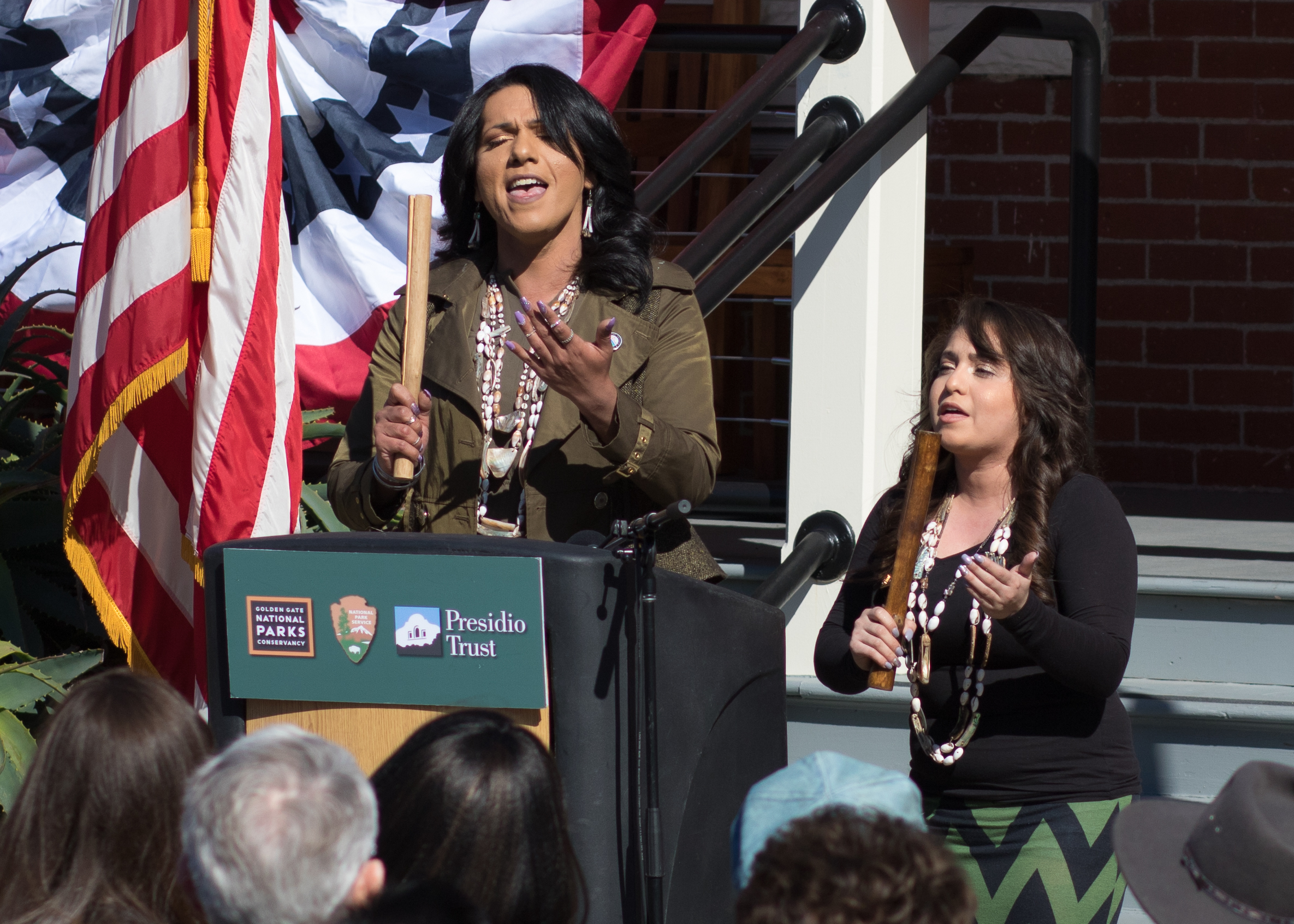
Carla Marie Muñoz and Desiree Muñoz, Angehörige der Muwekma Ohlone, treten während der Einweihungsfeier des neuen Besucherzentrums des Presidio von San Francisco im Februar 2017 auf

Die Muwekma Ohlone sind ein Indianerstamm, der um die Bucht von San Francisco beheimatet ist. Das ursprüngliche Siedlungsgebiet erstreckte sich auf die Regionen San Francisco, San Mateo, Santa Clara, Alameda, Contra Costa und Teile von Napa, Santa Cruz, Solano und San Joaquin. Der Stamm wurde im 18. Jahrhundert von den Spaniern christianisiert. Im 19. Jahrhundert, zur Zeit des Goldrausches, wurde ihnen das Land von europäischen/amerikanischen Siedlern geraubt.
Historisch wurden sie wegen des Siedlungsraums an der Pazifikküste auch als Coastanoans bezeichnet und der Penuti-Sprachen-Familie zugeordnet. Sie sind seit dem 8. Jahrhundert archäologisch nachweisbar. Es wird vermutet, dass sie um die Zeit des ersten Kontakts mit Spaniern in mindestens 50 einzelnen Dorfverbänden lebten, die wesentlich unterschiedliche Sprachen verwendeten. Diese Dorfstrukturen gliederten sich in etwa acht Hauptgruppen. 

## Kultur
Aufgrund des milden Klimas in der Küstenregion trugen die männlichen Ohlone typischerweise keine Kleidung, während die Frauen aus Teichbinse eine Art Rock flochten, der von der Hüfte abwärts die Vorder- und Rückseite des Körpers bedeckte. Bei ungünstigem Wetter trugen sie Umhänge aus Federn von Wasservögeln oder Fellen, darunter Reh, Hase und diverse Meeressäuger. Auch Schlamm diente zum Schutz vor Kälte.
Körperbemalung und Tätowierungen zeigten die Volks- und  Dorfzugehörigkeit. Typisch für Ohlone sind Streifen auf den Oberschenkeln, die in historischen Abbildungen häufig zu sehen sind. Piercings in den Ohren wurden mit Federn, Perlen, Blumen und Gras geschmückt, gelegentlich wurde von Männern ein Stück Bein im Septum getragen. Weiterer Schmuck waren Halsketten mit Perlen, Federn und Muschelschalen.
Die Ohlone bauten einfache, temporäre Hütten aus gebogenen Hölzern, die mit Binsen oder Laubwerk belegt wurden. Gelegentlich wurden auch große abgeschälte Rindenstücke von Nadelbäumen zum Abdecken der Hütten verwendet. Aus Binsen bauten sie Flöße ähnlich den südamerikanischen Balsaflößen.
Weitere Werkzeuge und Gebrauchsgegenstände schnitzten sie aus Holz und Muschelschalen. Außerdem waren sie geschickte Korbflechter.

## Forschung
2016 wurden zwei archäologische Fundstätten in der Nähe von Fremont entdeckt, die einst indige Dörfer waren. Eines der Dörfer war zwischen 490 v. Chr. und 1775 n. Chr. und die andere zwischen 1345 und 1850 n. Chr. bewohnt. Die DNA von hier bestatteten Menschen wurde sichergestellt und auf charakteristische Gene hin untersucht. Zudem wurden acht DNA-Proben von lebenden Stammesmitgliedern der Muwekma Ohlone entnommen. Ein Vergleich zeigte eine große genetische Ähnlichkeit der heutigen Muwekma Ohlone mit den in Fremont bestatteten Menschen.